# Hồng Bàng
Hồng Bàng thị (chữ Hán: 鴻龐氏) hay Thời đại Hồng Bàng là một giai đoạn lịch sử thuộc thời đại thượng cổ của lịch sử Việt Nam.
Thời đại này dựa nhiều trên các truyền thuyết, truyện kể ở những tác phẩm như Lĩnh Nam chích quái và được hợp thức hóa trở thành một giai đoạn lịch sử qua Đại Việt sử ký toàn thư, cuốn sử thư đã đưa Hồng Bàng thị làm Kỷ đầu tiên.

## Niên đại
Theo Đại Việt Sử ký Toàn thư: Đế Minh là cháu ba đời của vua Thần Nông, đi tuần thú phương Nam, đến núi Ngũ Lĩnh (nay thuộc tỉnh Hồ Nam, Trung Hoa) gặp một nàng tiên, lấy nhau đẻ ra người con tên là Lộc Tục. Sau Đế Minh truyền ngôi lại cho con trưởng là Đế Nghi làm vua phương Bắc (từ núi Ngũ Lĩnh về phía Bắc), phong cho Lộc Tục làm vua phương Nam (từ núi Ngũ Lĩnh về phía Nam), xưng là Kinh Dương Vương, quốc hiệu là Xích Quỷ. Kinh Dương Vương làm vua Xích Quỷ vào năm Nhâm Tuất 2879 TCN, lấy Thần Long là con gái Động Đình Hồ quân còn gọi là Vụ Tiên nữ, Long nữ sinh ra Sùng Lãm, nối ngôi làm vua, xưng là Lạc Long Quân. Lạc Long Quân lấy Âu Cơ (một nàng tiên ở phương Bắc), sinh một lần trăm người con. Một hôm, Lạc Long Quân bảo Âu Cơ rằng: "Ta là giống rồng, nàng là giống tiên, thủy hỏa khắc nhau, chung hợp thật khó". Bèn từ biệt nhau, chia 50 con theo mẹ về núi, 50 con theo cha về ở miền biển (có bản chép là về Nam Hải), phong cho con trưởng làm Hùng Vương, nối ngôi vua.
Còn trong bộ Việt sử lược có dành những dòng sau cho các vua Hùng:Đến đời Trang Vương nhà Chu (696-682 trước Công nguyên-ND) ở bộ Gia Ninh có người lạ, dùng ảo thuật qui phục được các bộ lạc, tự xưng là Hùng Vương đóng đô ở Văn Lang, đặt quốc hiệu là Văn Lang, phong tục thuần lương chơn chất, chính sự dùng lối thắt gút. Truyền được 18 đời đều xưng là Hùng Vương.
 (Nếu dựa theo sách này thì 18 đời vua Hùng, mỗi đời sẽ cai trị trung bình hơn 24 năm).
Đầu thời kỳ đồ đồng, người Việt gồm khoảng 15 nhóm Lạc Việt khác nhau sống trên vùng núi miền Bắc và miền châu thổ sông Hồng và hơn 12 nhóm Âu Việt sống ở vùng Đông Bắc, ngoài ra còn có một số nhóm người sinh sống trên các lưu vực sông thuộc khu vực Thanh Nghệ Tĩnh ngày nay. Để tiện việc trao đổi buôn bán, phòng chống lụt lội, chống lại kẻ thù... những bộ lạc Lạc Việt dần được gom lại thành một nước lấy tên Văn Lang và người đứng đầu tự xưng là Hùng Vương.
Có ít nhất 18 đời Hùng Vương cai trị trong thời đại Hồng Bàng, cho đến năm 258 TCN. Các thông tin về các đời vua Hùng dựa nhiều trên các truyền thuyết. Cũng có nhiều bằng chứng khảo cổ học như trống đồng Đông Sơn được tìm thấy ở miền bắc Việt Nam có cùng niên đại với thời kỳ Hồng Bàng, thể hiện một nền văn hóa đồ đồng rất phát triển (văn hóa Đông Sơn).

## Hình thái xã hội
Xem thêm: Hành chính Việt Nam thời Hồng Bàng
Văn Lang, được coi là quốc hiệu đầu tiên của nước Việt Nam, có kinh đô đặt ở Phong Châu (nay thuộc tỉnh Phú Thọ). Lãnh thổ gồm Bắc Bộ và ba tỉnh Thanh Hóa, Nghệ An, Hà Tĩnh bây giờ.
Theo Lĩnh Nam chích quái, quyển 1, Hồng Bàng thị truyện (鴻龐氏傳) thì nước Văn Lang:
- Đông giáp Nam Hải (南海), tức biển Đông
- Tây tới Ba Thục (巴蜀)
- Bắc tới hồ Động Đình (洞庭湖)
- Nam tới nước Hồ Tôn Tinh (胡猻精), còn gọi là nước Hồ Tôn (胡孫). Hồ Tôn Tinh về sau trở thành nước Chiêm Thành (占城).

Cả nước được chia thành 15 bộ (部), còn gọi là quận (郡). Mỗi sách lại chép khác nhau, chủ yếu cóp nhặt từ tên các quận huyện thời Bắc thuộc và chỉ bao phủ phần Lưỡng Quảng của Trung Quốc. Việc chú giải các địa danh cổ theo bản đồ ngày nay vẫn còn tranh cãi.
| Lĩnh Nam chích quái                                              | Đại Việt Sử Ký toàn thư - theo Cương mục và Trần Trọng Kim | Việt Sử Lược - theo Đào Duy Anh             |
| ---------------------------------------------------------------- | ---------------------------------------------------------- | ------------------------------------------- |
| Có 08 bộ có tên gọi giống nhau trong cả 03 sách:                 |                                                            |                                             |
| Việt Thường (越裳)                                               | Việt Thường - Thuận Hóa ?                                  | Việt Thường Thị (có Loa Thành) - Hà Tĩnh ?  |
| Văn Lang (文郎)                                                  | Văn Lang - Xứ Đoài                                         | Văn Lang - Xứ Đoài                          |
| Giao Chỉ (交趾)                                                  | Giao Chỉ - Thăng Long và Sơn Nam                           | Giao Chỉ - Thăng Long và Sơn Nam            |
| Vũ Ninh (武寧)                                                   | Vũ Ninh - Kinh Bắc                                         | Vũ Ninh - Kinh Bắc                          |
| Cửu Chân (九真)                                                  | Cửu Chân - Thanh Hóa                                       | Cửu Chân - Thanh Hóa                        |
| Hoài Hoan (懷驩)                                                 | Hoài Hoan - Nghệ An                                        | Hoài Hoan - Nghệ An                         |
| Ninh Hải (寧海)                                                  | Ninh Hải - Quảng Yên                                       | Ninh Hải - Quảng Đông (Trung Quốc)          |
| Lục Hải (陸海)                                                   | Lục Hải - Lạng Sơn                                         | Lục Hải - Hải Ninh (Quảng Yên + Lạng Sơn)   |
| Các bộ tên gọi khác nhau (cùng hàng chưa chắc là cùng chỉ 1 bộ): |                                                            |                                             |
| Dương Tuyền (陽泉)                                               | Dương Tuyền (陽泉) - Xứ Đông                               | Thang Tuyền (湯泉) - Quảng Tây (Trung Quốc) |
| Phúc Lộc (福祿)                                                  | Phúc Lộc (福祿) - Xứ Đoài                                  | Gia Ninh (嘉寧) - Xứ Đoài                   |
| Chu Diên (朱鳶)                                                  | Chu Diên (朱鳶) - Xứ Đoài                                  | Tân Xương (新昌) - Xứ Đoài                  |
| Tượng Quận (象郡)                                                | Cửu Đức (九德) - Hà Tĩnh                                   | Cửu Đức (九德) - Nghệ An                    |
| Chân Định (真定)                                                 | Vũ Định (武定) - Thái Nguyên, Cao Bằng                     | Quân Ninh (軍寧) - Thanh Hóa                |
| Nhật Nam (日南)                                                  | Tân Hưng (新興) - Hưng Hóa, Tuyên Quang                    | Nhật Nam (日南) - Thuận Hóa                 |
| Quế Lâm (桂林)                                                   | Bình Văn (平文) - chưa rõ ở đâu                            | Bình Văn (平文) - chưa rõ ở đâu             |

Trong triều đình có các quan Lạc hầu (駱侯) giúp việc, đứng đầu các bộ là các quan Lạc tướng (駱將), đều có thái ấp riêng, các quan nhỏ ở địa phương gọi là "Bồ chính" (蒲正). Con trai vua gọi là "Quan lang" (官郎), con gái vua gọi là "Mị nương" (媢娘) hay Mệ nàng, nữ nô lệ gọi là "xảo xứng" (稍稱) (còn gọi là "nô tỳ" (奴婢)). Xã hội phân làm ba tầng lớp là vua quan, dân, nô tỳ (nô lệ).
Thủy kinh chú (水經注) chép:
"Giao Chỉ có ruộng Lạc, trông nước triều lên xuống mà làm. Người ăn ruộng là Lạc Vương (Lạc Hầu). Các huyện gọi là Lạc Tướng (quan cai quản), có ấn đồng dãi xanh, tức quan lệnh ngày nay."
Trích Lĩnh Nam chích quái:
"Hồi quốc sơ, dân không đủ đồ dùng, phải lấy vỏ cây làm áo, dệt cỏ gianh làm chiếu, lấy cốt gạo làm rượu, lấy cây quang lang, cây tung lư làm cơm (có chỗ viết là uống), lấy cầm thú, cá, ba ba làm mắm, lấy rễ gừng làm muối, cầy bằng dao, trồng bằng lửa. Đất sản xuất được nhiều gạo nếp, lấy ống tre mà thổi cơm. Bắc gỗ làm nhà để tránh hổ sói. Cắt tóc ngắn để dễ đi lại trong rừng rú. Đẻ con ra lấy lá chuối lót cho nằm, có người chết thì giã cối làm lệnh, người lân cận nghe tiếng đến cứu. Chưa có trầu cau, việc hôn thú giữa nam nữ lấy gói đất làm đầu, sau đó mới giết trâu dê làm đồ lễ, lấy cơm nếp để nhập phòng cùng ăn, sau đó mới thành thân."

## Các truyền thuyết
Truyện Hồng Bàng thị trong Lĩnh Nam chích quái chép rằng:
"Long Quân lấy Âu Cơ rồi đẻ ra một bọc, cho là điềm bất thường, vứt ra cánh đồng; qua sáu bảy ngày, bọc vỡ ra một trăm quả trứng, mỗi trứng nở ra một con trai, mới đem về nhà nuôi... Âu Cơ và năm mươi con lên ở đất Phong Châu suy phục lẫn nhau, cùng tôn người con cả lên làm vua, hiệu là Hùng Vương, lấy tên nước là Văn Lang, đông giáp Nam Hải, tây tới Ba Thục, bắc tới Động Đình hồ, nam tới nước Hồ Tôn (nay là Chiêm Thành). Chia nước làm 15 bộ (còn gọi là quận) là Việt Thường, Giao Chỉ, Chu Diên, Vũ Ninh, Phúc Lộc, Ninh Hải, Dương Tuyền, Lục Hải, Hoài Hoan, Cửu Chân, Nhật Nam, Chân Định, Văn Lang, Quế Lâm, Tượng Quận. Chia các em ra cai trị, lại đặt các em làm tướng văn tướng võ, văn là lạc hầu, võ là lạc tướng. Con trai vua gọi là quan lang, con gái vua gọi là mỵ nương, trăm quan gọi là bồ chính, thần bộc, nữ lệ gọi là xảo xứng (còn gọi là nô tỳ). Bề tôi gọi là hồn, đời đời cha truyền con nối gọi là phụ đạo. Vua đời đời thế tập gọi là Hùng Vương, không hề thay đổi".
Học giả Trần Quốc Vượng nói rằng bánh chưng nguyên thủy có hình tròn và dài, giống như bánh tét; đồng thời bánh chưng và bánh dày tượng trưng cho dương vật và âm hộ trong tín ngưỡng phồn thực Việt Nam. Bánh tét, dùng thay cho bánh chưng vào các dịp Tết trong cộng đồng người Việt ở miền nam Việt Nam, theo Trần Quốc Vượng là dạng nguyên thủy của bánh chưng.